# Acid 4-hydroxy-4-methylpentanoic
Axit 4-Hydroxy-4-methylpentanoic (UMB68) là một loại rượu bậc ba, có cấu trúc tương tự như GHB của thuốc. Phân tử này đã được tổng hợp và thử nghiệm trên động vật để nghiên cứu thêm về tác dụng của GHB. UMB68 đã được chứng minh là liên kết có chọn lọc với phối tử thụ thể GHB trong các thử nghiệm liên kết, nhưng không liên kết với các thụ thể GABAergic. Như vậy, nó có thể cung cấp một công cụ hữu ích trong việc nghiên cứu dược lý của thụ thể GHB khi không có tác dụng GABAergic.